# 1083 w polityce
Wydarzenia polityczne w 1083 roku.

## Wydarzenia
- Sancho Ramírez[1] zdobywa twierdzę Graus.

## Urodzili się
- 1 grudnia Anna Komnena, córka cesarza Aleksego I Komnena i Ireny Dukeny, dziejopisarka bizantyjska[2].